# Річард Брайт
Річард Брайт (англ. Richard Bright; 28 червня 1937—18 лютого 2006) — американський актор.

## Біографія
Річард Брайт народився 28 червня 1937 року в Брукліні. Батько Ернест Брайт — суднобудівник, мати Матільда Скотт. З 18 років почав зніматися у телесеріалах та фільмах. Річард знімався у фільмі режисера Френсіса Форда Копполи «Хрещений батько» (1972), де він виконав роль охоронця Майкла Корлеоне на ім'я Ел Нері. Пізніше зіграв цю роль у фільмах «Хрещений батько 2» (1974) та «Хрещений батько 3» (1990). Також знімався у таких фільмах, як «Втеча» (1972), «Волосся» (1979), «Карателі» (1983), «Одного разу в Америці» (1984), «Червона спека» (1988).
Першою дружиною була Еліза Граніс з 1957 по 1960 рік, народилася одна дитина. З 28 серпня 1967 року був одружений зі Сью Ді Воллес. З 11 червня 1977 року його дружиною була акторка Рутанья Альда, народилася одна дитина.
18 лютого 2006 року Річарда Брайта збив автобус, коли той переходив вулицю. Актор потрапив під заднє колесо, водій, не помітивши цього, продовжував рух.

## Фільмографія
| Рік       |    | Українська назва                    | Оригінальна назва                 | Роль                     |
| --------- | -- | ----------------------------------- | --------------------------------- | ------------------------ |
| 1957      | с  | Перша студія                        | Studio One                        | Дітч                     |
| 1959      | с  | Бреннер                             | Brenner                           | Форресс                  |
| 1960      | с  | Театр Армстронга                    | Armstrong Circle Theatre          | сержант Роберт Ла Мотте  |
| 1964      | с  | Захисники                           | The Defenders                     | Філ Мейсі                |
| 1967      | с  | Блакитна діадема                    | Coronet Blue                      | Гаррі                    |
| 1970      | с  | Сомерсет                            | Somerset                          | Берні Бейлі              |
| 1971      | ф  | Паніка у Нідл-Парку                 | The Panic in Needle Park          | Генк                     |
| 1972      | ф  | Хрещений батько                     | The Godfather                     | Ел Нері                  |
| 1972      | ф  | Втеча                               | The Getaway                       | Злодій                   |
| 1973      | ф  | Пет Ґерретт і Біллі Кід             | Pat Garrett & Billy the Kid       | Голлі                    |
| 1974      | ф  | Шугарлендський експрес              | The Sugarland Express             | Марвін Дібала            |
| 1974      | ф  | Хрещений батько 2                   | The Godfather Part II             | Ел Нері                  |
| 1976      | ф  | Марафонець                          | Marathon Man                      | Карл                     |
| 1977      | с  | Дельвеккіо                          | Delvecchio                        | Бак Шеннон               |
| 1977      | ф  | Поводитися обережно                 | Handle with Care                  | Джек                     |
| 1977      | ф  | У пошуках містера Гудбара           | Looking for Mr. Goodbar           | Джордж                   |
| 1978      | ф  | На дворі                            | On the Yard                       | Нанн                     |
| 1979      | ф  | Волосся                             | Hair                              | Фентон                   |
| 1980      | с  | Скаг                                | Skag                              | Мессісік                 |
| 1980      | с  | Надія Раяна                         | Ryan's Hope                       | Річард Файн              |
| 1982      | ф  | Карателі                            | Vigilante                         | Берк                     |
| 1984      | ф  | Одного разу в Америці               | Once Upon a Time in America       | Джо                      |
| 1985      | ф  | Хвиля злочинності                   | Crimewave                         | офіцер Бреннан           |
| 1985      | ф  | Ріж і біжи                          | Inferno in diretta                | Боб Елло                 |
| 1985      | с  | ABC Спеціально після школи          | ABC Afterschool Specials          | Дейв                     |
| 1986      | с  | Блюз Гілл Стріт                     | Hill Street Blues                 | Стюббі                   |
| 1986      | тф | Фаза покарання                      | The Penalty Phase                 | суддя Фон Карман         |
| 1987      | ф  | Історія Верна Міллера               | The Verne Miller Story            | Адам Річетті             |
| 1987      | с  | Слава                               | Fame                              | Аль Стефано              |
| 1987      | с  | Х'юстонскі лицарі                   | Houston Knights                   | дядько Майкі             |
| 1988      | с  | Приватний детектив                  | Private Eye                       |                          |
| 1988      | с  | Зрівнювач                           | The Equalizer                     | Гропман / Вегас          |
| 1988      | ф  | Червона спека                       | Red Heat                          | сержант Галлахер         |
| 1990      | ф  | Швидка допомога                     | The Ambulance                     | МакКлоскі                |
| 1990      | ф  | Хрещений батько 3                   | The Godfather: Part III           | Ел Нері                  |
| 1991      | с  | Таємниці батька Даулінга            | Father Dowling Mysteries          |                          |
| 1991      | с  | Джейк і товстун                     | Jake and the Fatman               | Марті Стейн              |
| 1992—2002 | с  | Закон і порядок                     | Law & Order                       | різні ролі               |
| 1994      | ф  | Обережно, заручник!                 | The Ref                           | Мюррей                   |
| 1996      | ф  | Красиві дівчата                     | Beautiful Girls                   | Дік Конвей               |
| 1998      | тф | Свідок проти мафії                  | Witness to the Mob                | Джо Парута               |
| 1999      | с  | Третя зміна                         | Third Watch                       | Джо / п'яний             |
| 2000      | с  | Тюрма «Oz»                          | Oz                                | детектив Роберт Стренскі |
| 2000      | ф  | Фотограф                            | The Photographer                  | п'яний в барі            |
| 2001      | с  | Центральна вулиця, 100              | 100 Centre Street                 | Ерік, адвокат            |
| 2002      | с  | Клан Сопрано                        | The Sopranos                      | Френк Кріскі             |
| 2002      | с  | Закон і порядок: Злочинний намір    | Law & Order: Criminal Intent      | Френк Ловелл             |
| 2004      | с  | Присяжні                            | The Jury                          | Нік Данфі                |
| 2005      | с  | Закон і порядок: Спеціальний корпус | Law & Order: Special Victims Unit | Роберт Соєр              |